# Constitución (paroisse civile)
Pour les articles homonymes, voir Constitución.
Constitución est l'une des deux paroisses civiles de la municipalité de Lobatera dans l'État de Táchira au Venezuela. Sa capitale est Borotá.